# Halecium regulare
Halecium regulare är en nässeldjursart som beskrevs av John Fraser 1938. Halecium regulare ingår i släktet Halecium och familjen Haleciidae. Inga underarter finns listade i Catalogue of Life.